# Basilica collegiata di San Sebastiano

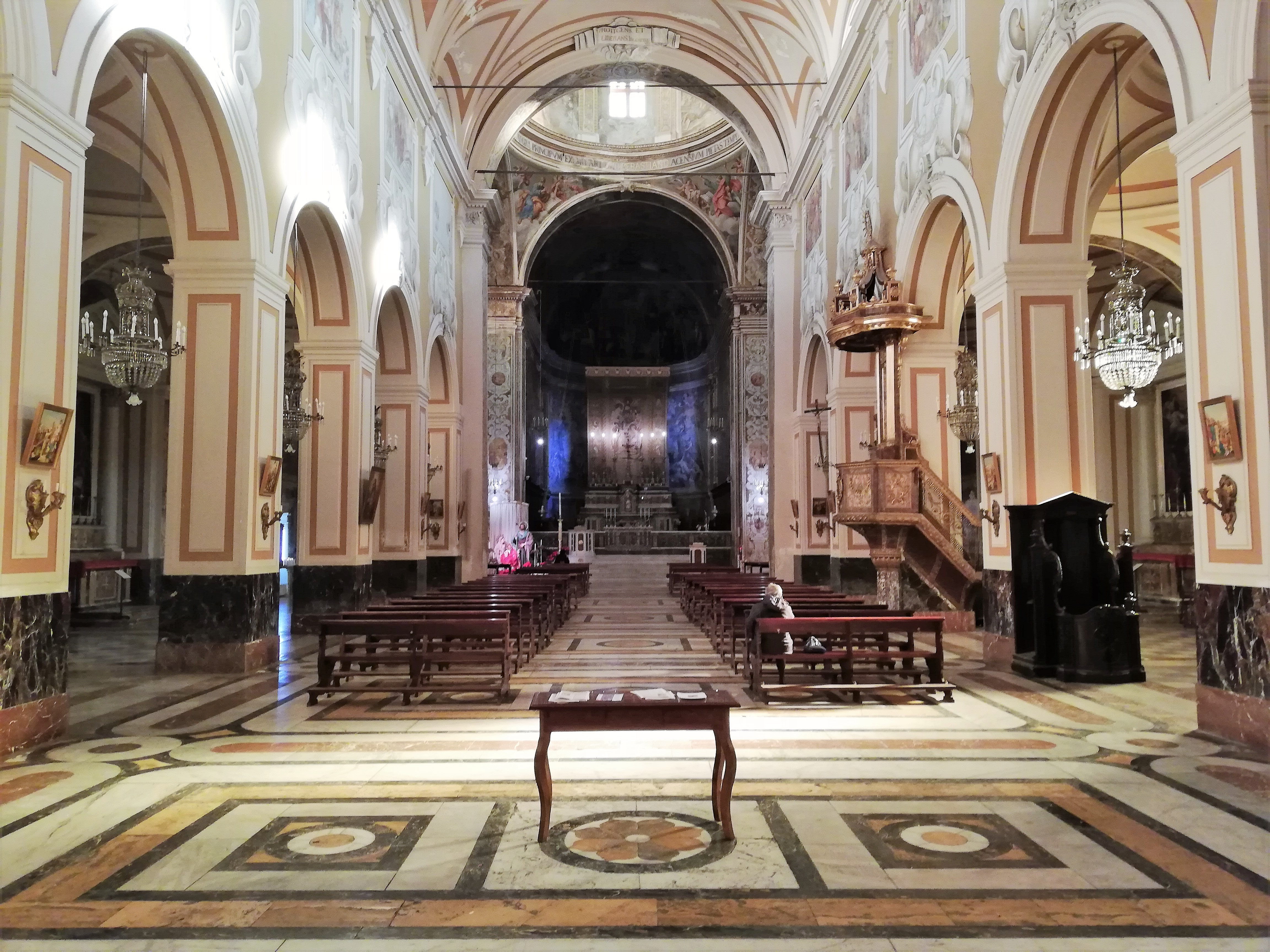
Navata.

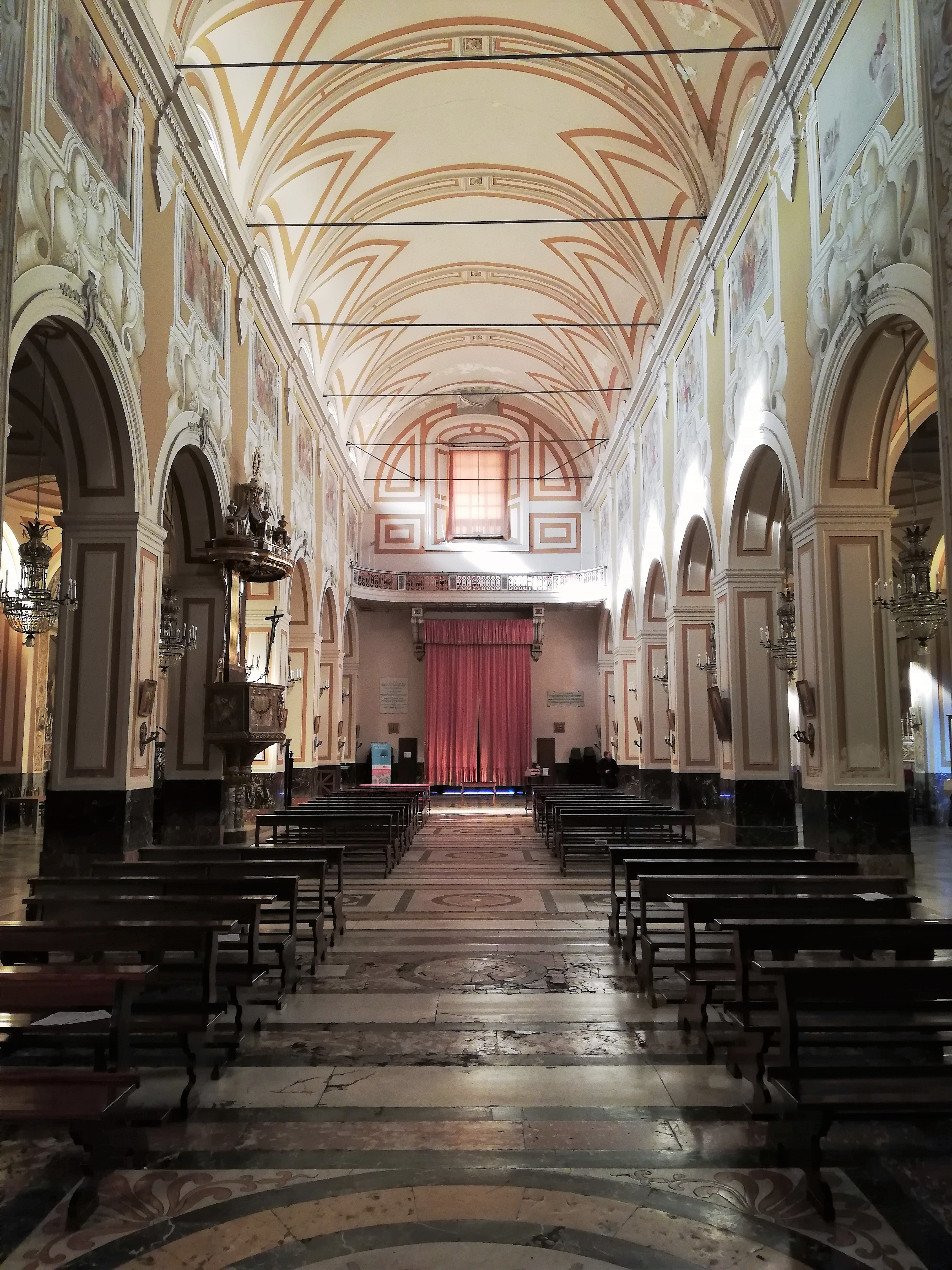
Controfacciata.

La basilica collegiata di San Sebastiano è un luogo di culto ubicato lungo corso Vittorio Emanuele e piazza Lionardo Vigo nel centro storico di Acireale.

## Storia
In epoca aragonese costituiva il primitivo tempio di San Sebastiano il luogo di culto insistente sull'area dell'attuale chiesa di Sant'Antonio di Padova. Edificio costruito dopo l'epidemia di peste del 1466, e dedicato a San Sebastiano martire, pertanto ritenuto il più antico della città.

### Epoca spagnola
Il primo cantiere venne aperto nel 1609 e la chiesa completata nel 1644 con sussidi del municipio e offerte dei fedeli. Completata la nuova e vasta chiesa, proclamato il bimartire compatrono della città, le antiche strutture furono dedicate a Sant'Antonio di Padova il 13 luglio 1652, in seguito ad un accordo tra la Confraternita di San Sebastiano e la Confraternita di Sant'Antonio.
Con le numerose scosse del terremoto del Val di Noto del 1693 crollò il coro.
Il tempio fu largamente ristrutturato e perfezionato nelle forme attuali tra il 1699 e 1705, assumendo l'aspetto odierno.

### Epoca contemporanea
La chiesa fu elevata a collegiata con bolla pontificia del 20 novembre 1924.
Nel dicembre del 1990 papa Giovanni Paolo II l'ha elevata alla dignità di basilica minore.

## Descrizione

### Esterno
La facciata, realizzata su disegno di Angelo Bellofiore, intarsi di Diego e Giovanni Flavetta, ha più ordini e presenta un fregio con quattordici putti che reggono festoni in un tripudio di fregi, mensole, statue, mascheroni, pinnacoli, volute, arabeschi. L'edificio è preceduto da una balaustra realizzata nel 1754 da Giovan Battista Marini su progetto di Pietro Paolo Vasta, arricchita da statue raffiguranti personaggi dell'antico testamento: Davide, Giona, Giosuè, Eleazaro, Mosè, Aronne, Malachia, Giuseppe il Giusto, Daniele, Sansone.
Portale. Nelle nicchie ai lati del varco centrale sono collocate le statue raffiguranti rispettivamente San Giovanni Battista e San Cristoforo.

Nel secondo ordine, ai lati delle grandi volute a ricciolo e nelle nicchie che delimitano il finestrone centrale, si trovano le statue di San Gervasio, San Lorenzo e San Vito, San Protasio.
Fanno ala alla loggia campanaria del terzo ordine le statue di San Cosma e San Damiano.

Cupola. Francesco Mancini Ardizzone decorò l'interno della cupola con l'episodio Ascensione al Cielo di Nostro Signore.

### Interno

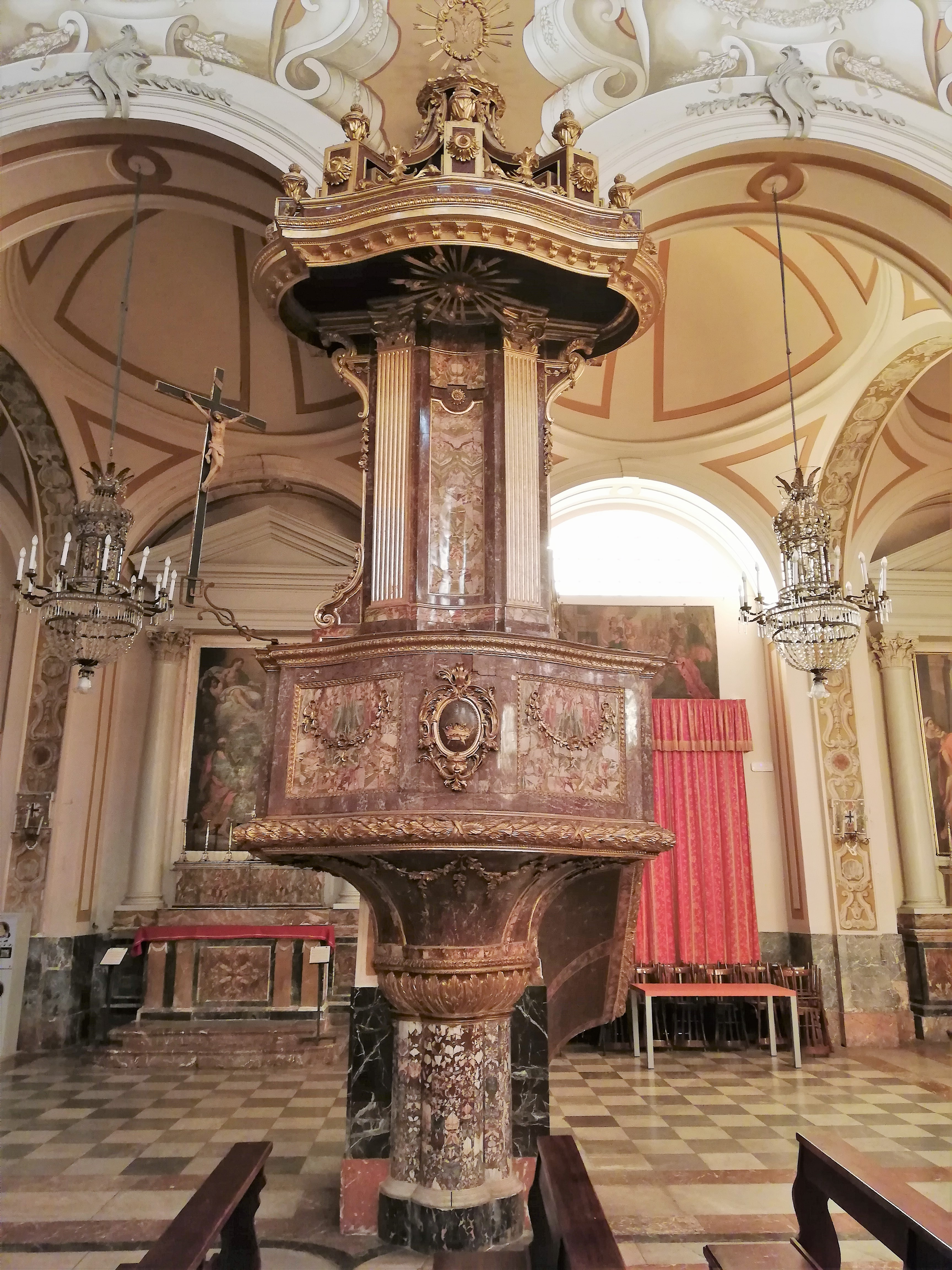
Pulpito.

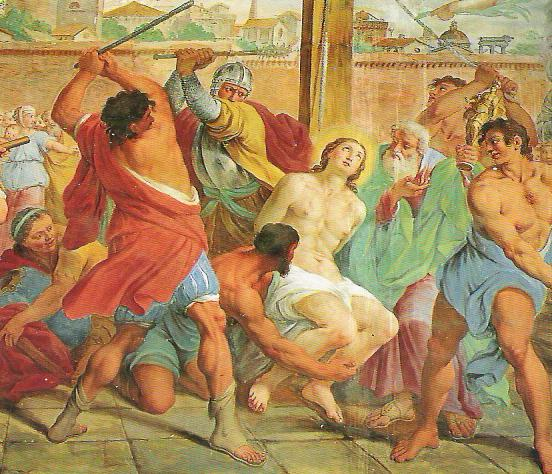
Martirio di San Sebastiano, affresco nel coro, opera di Pietro Paolo Vasta.

L'interno, a croce latina a tre navate ripartite da pilastri.
Affreschi:

Il coro era affrescato con opere pittoriche di Baldassarre Grasso, maestro del Vasta, apparato distrutto del terremoto del 1693.
Con la ricostruzione il ripristino dell'apparato pittorico è affidato a Pietro Paolo Vasta.
- La prima opera datata e firmata è l'Apparizione del Cristo a San Sebastiano nella casa di Nicostrato, affresco autografo con la dicitura "Petrus Paulus Vasta Pin. An. MDCCXXXII", pittura ubicata nel transetto sinistro. Con questa opera si aggiudica la gara nei confronti di un altro pittore acese Venerando Costanzo, detto Varvazza,[7] che aveva dipinto la Conversione di Cromazio nel transetto destro, pertanto al Vasta sarà affidata l'esecuzione degli affreschi dell'intero coro.
- Negli anni a cavallo il 1733 e il 1734 affrescò la Gloria di San Sebastiano nella volta (Apoteosi e incoronazione di San Sebastiano fra schiere di Sante e Santi), San Sebastiano genuflesso ai piedi di Papa Cajo nella conca absidale (Defensor Fidei), San Sebastiano subisce il martirio delle frecce, San Sebastiano soccorso dalle pie donne, San Sebastiano incontra Diocleziano, Secondo martirio e morte di San Sebastiano sugli stalli.
- Nel 1745 per la terza volta affresca episodi biblici nei vani sottostanti la cupola tratti dal Vecchio Testamento e Quattro profeti maggiori nei pennacchi[5]: Ezechiele, Daniele, Isaia e Geremia.

Nel transetto Francesco Mancini Ardizzone realizzò la Sepoltura di San Sebastiano nelle Catacombe e la Salita di Gesù al Calvario, ciclo eseguito tra il 1899 e il 1901. Nelle volte sono affrescate l'Allegoria della Fede a destra e la Gloria della Sacra Sindone a sinistra in corrispondenza della Cappella della Pietà.
Intorno al 1960 a seguito di lavori nella navata centrale, sotto strati di imbiancature sono stati riportati alla luce e successivamente restaurati 15 affreschi, dipinti raffiguranti scene della vita del martire attribuiti per stile al Costanzo da Paolo Leonardi Pennisi.

#### Navata destra
- Prima campata: Cappella.
- Seconda campata: Cappella di San Giovanni Battista. Nell'edicola è custodito il dipinto raffigurante il Precursore San Giovanni Battista, opera del XIX secolo di Antonino Bonaccorsi, detto il Chiaro.
- Terza campata: Cappella dei Santi Cosma e Damiano. Nell'edicola è custodito il dipinto raffigurante i Santi Cosma e Damiano, opera del XIX secolo di Antonino Bonaccorsi, detto il Chiaro.
- Quarta campata: varco laterale destro. Passaggio sormontato da dipinto raffigurante episodio biblico.
  - Pulpito ligneo addossato al pilastro.
- Quinta campata: Cappella della Santissima Trinità. Nell'edicola è custodito il dipinto raffigurante la Santissima Trinità ritratta con San Marco Evangelista, San Girolamo e San Liborio Vescovo, opera di Pietro Paolo Vasta[5] e Vito d'Anna del 1742.
- Sesta campata: varco sacrestia. Passaggio sormontato da dipinto raffigurante episodio biblico.

#### Navata sinistra
- Prima campata: Cappella dell'Incoronazione della Vergine. Nell'edicola è custodito il dipinto raffigurante l'Incoronazione della Vergine da parte della Santissima Trinità, raffigurata con San Giuseppe, San Sebastiano, San Fabiano, San Giovanni Evangelista, San Luca Evangelista, San Giovanni Battista, San Francesco d'Assisi, San Filippo Neri, Sant'Ignazio di Loyola, San Carlo Borromeo, San Lorenzo, Sant'Antonio di Padova e una teoria di altri Santi, opera di Matteo Ragonisi.[5]
- Seconda campata: Cappella dell'Addolorata.
- Terza campata: Cappella delle Anime Purganti. Nell'edicola è custodito il dipinto raffigurante la Madonna e le Anime del Purgatorio, opera di Francesco Patanè del 1946.
- Quarta campata: Cappella di San Gaetano.[5] Nell'edicola è custodito il dipinto raffigurante la Vergine con Bambino ritratta tra San Gaetano di Thiene, San Francesco di Sales e Santa Lucia, opera di Pietro Paolo Vasta e Alessandro Vasta.
- Quinta campata: varco laterale sinistro con portalino esterno. Passaggio sormontato da dipinto raffigurante episodio biblico.
- Sesta campata: Cappella dell'Ecce Homo. Altare con nicchia contenente la statua dell'Ecce Homo.

#### Transetto
- Braccio destro: Cappella di San Sebastiano. Altare neoclassico con edicola e porta celata dalla tela raffigurante San Sebastiano in Gloria, opera di Michele Vecchio. Nel vano celato dal dipinto è custodito il simulacro di San Sebastiano, che viene tradizionalmente portato in processione sul fercolo argenteo trainato dai "divoti" il 20 gennaio. Vasta nel 1756 fu incaricato di disegnare un nuovo fercolo: si provvide subito a far rivestire le sei colonne lignee con lamine d’argento cesellato dai fratelli Lo Giudice, messinesi, ma il lavoro fu completato solo nell'800 dal cesellatore acese Ambra.
- Braccio sinistro: Cappella della Pietà. Altare neoclassico con edicola ospitante il dipinto la Pietà, opera del 1742 di Pietro Paolo Vasta.[5] Dentro un'urna di vetro è custodita una copia della Sacra Sindone, riproduzione realizzata nel 1644.

#### Absidiole
- Absidiola destra: Cappella di Gesù e Maria. Altare con prospettiva concava costituito da coppie di colonne tortili. Nell'edicola è custodito il dipinto raffigurante Gesù e Maria, opera di Alessandro Vasta. Le pareti sono decorate con scene legate alla vita della Madonna, gli affreschi sono datati e firmati da Alessandro D'Anna con la dicitura "Alexander de Anna pinxit 1771".[1][5]
- Absidiola sinistra: Cappella del Santissimo Sacramento. Altare con coppia di colonne tortili affiancate da statue. Nel 1738 il maestro Pietro Paolo Vasta con Vito D'Anna affrescò il «ciclo cristologico».[5]

#### Altare maggiore
Precedentemente al terremoto del 1693 le fonti riportano l'esistenza di affreschi nel coro, opere pittoriche di Baldassarre Grasso, maestro del Vasta.
Area presbiterale rialzata e raccordata al pavimento del transetto da una breve scalinata costituita da sette gradini. Sulla destra in cornu epistulae è collocato il primo leggio marmoreo, un secondo è realizzato più in alto a sinistra in cornu Evangelii.

## Altre opere

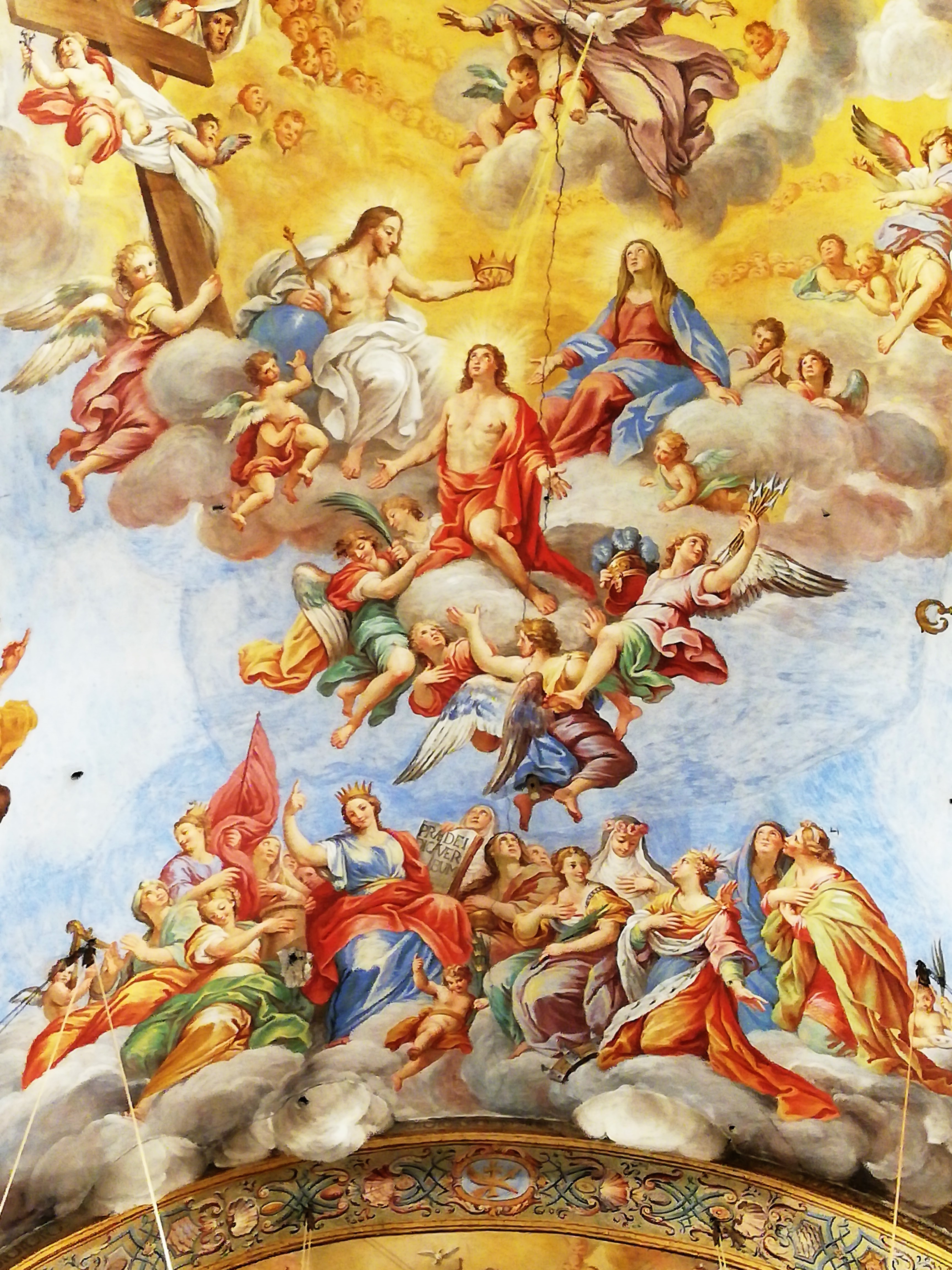
Gloria di San Sebastiano, volta presbiterio.

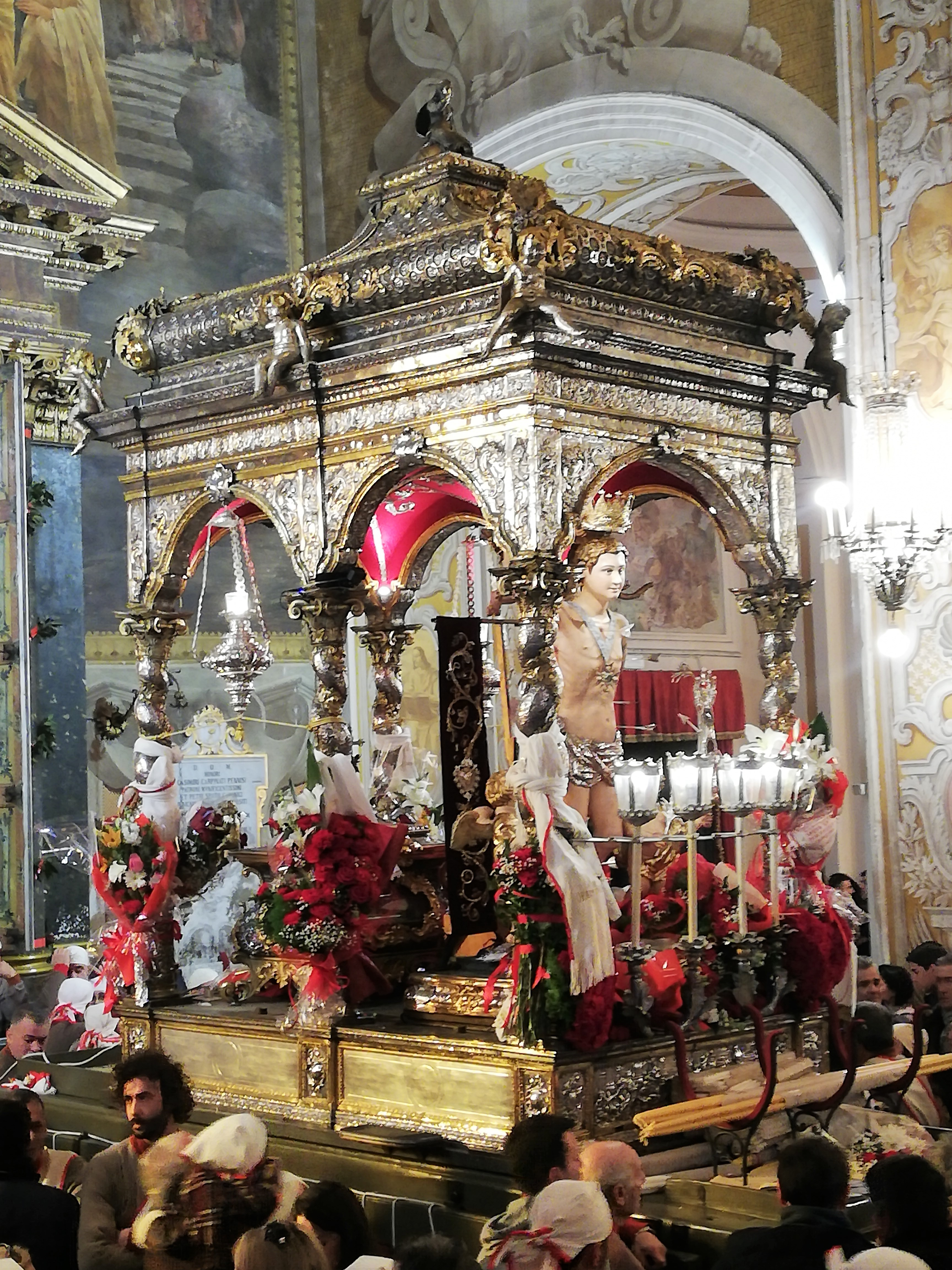
San Sebastiano, statua e fercolo il 23 01 2020.

- XVIII secolo primo ventennio, Sacra Famiglia e Madonna della Lettera, tele, opere di Giovanni Lo Coco[5] detto Û surdu di Jaci.

## Cripta
Ambiente ipogeo originariamente destinato alla preparazione, conservazione e seppellimento di cadaveri. Oggi ospita una sezione museale comprendente statue lignee e dipinti vari.

## Confraternita di San Sebastiano
Sodalizio.

All'inizio del XIX secolo nel luogo di culto erano attestati 7 sodalizi, istituzioni interpellate per l'elevazione canonica a collegiata:
- Confraternita di Maria Santissima Addolorata
- Confraternita di Santa Maria degli Angeli
- Confraternita di Santa Maria la Pace
- Confraternita del Santissimo Crocifisso
- Confraternita di Santa Maria la Lettera
- Confraternita dell'Ecce Homo
- Confraternita di San Gaetano

## Museo del Tesoro
Il museo è allocato nelle sale adiacenti alla sacrestia.
Nella prima sala (Sacrestia) si conservano opere di manifattura siciliana, tra cui una statua in cera del XVIII sec. raffigurante Maria Bambina, l'olio su tavola di Pietro Paolo Vasta Cristo Risorto, i quattro Santi e l'Addolorata di Matteo Desiderato, la Madonna della lettera di Giovanni Lo Coco. Nel grande armadio centrale del 1811 è conservato un tronetto in argento in stile rococò del 1767.
Nella seconda e terza sala sono raccolti ex voto offerti a San Sebastiano e i reliquiari a braccio del Santo, oltre a preziosi vasi sacri, alcuni provenienti dalle vicine chiese dell'Odigitria e di San Crispino, tra cui un ostensorio in oro massiccio con diamanti. Inoltre sono esposti i gioielli che adornano, durante la festa religiosa, la statua di San Sebastiano e alcuni paramenti sacri con ricchi ricami in oro.
La terza sezione del museo è ospitata nella settecentesca cripta, che serve da sala conferenze e concerti, che già nel 1704 aveva ospitato per una decina d'anni l'Accademia degli Zelanti. Qui sono conservati alcuni dipinti, tra cui "San Pasquale Baylon" di Matteo Desiderato, assieme a delle statue lignee di particolare pregio.

## Festa di san Sebastiano
La festa dedicata al titolare della basilica, compatrono di Acireale, e si svolge annualmente il 20 gennaio.